# 陽光正好依然是你
《陽光正好依然是你》（英語：Love and Passion）待播的中国大陆民初剧，由楊文軍監製，賴水清執導，李密、黄晓明出品，嚴屹寬、秦嵐、王冠逸、高偉光、張柏嘉、謝賢、劉松仁領銜主演。本劇翻拍自1982年香港TVB電視劇《萬水千山總是情》，講述英倫留學歸來的闊少阮庭深與官宦千金莊夢蝶之間跨越萬水千山的愛情故事。本劇於2016年11月11日在上海車墩開機，隔年2月17日全劇殺青。

## 播出時間及平台
| 頻道 | 所在地   | 播出日期 | 播出時間 | 備註 |
| ---- | -------- | -------- | -------- | ---- |
| 优酷 | 中国大陆 |          |          |      |

## 劇情簡介
故事圍繞在阮庭深、莊夢蝶與莊天涯三人錯綜複雜的三角關係，以及三家人兩代的恩怨情仇。

## 演員列表

### 主要角色
| 演員   | 角色   | 介绍 |
| 嚴屹寬 | 阮庭深 |      |
| 秦嵐   | 莊夢蝶 |      |
| 王冠逸 | 莊天涯 |      |
| 高偉光 | 阮庭進 |      |
| 張柏嘉 | 周韵芝 |      |
| 謝賢   | 阮濤   |      |
| 劉松仁 | 莊鴻儒 |      |

### 其他角色
| 演員   | 角色   | 介绍 |
| 閻青妤 | 梅筱菊 |      |
| 李廣旭 | 莊有為 |      |
| 袁伶嫣 |        |      |
| 霍舒哲 | 劉玉梅 |      |
| 杜寧林 | 李淑琴 |      |
| 王宣予 |        |      |
| 李添諾 | 阮庭堅 |      |
| 王永峰 | 阿貴   |      |
| 駿聲   | 王瑞龍 |      |

## 电视剧歌曲
| 曲序 | 曲目           |
| ---- | -------------- |
| 1.   | 无题（片头曲） |
| 2.   | 无题（片尾曲） |
| 3.   | 无题（插曲）   |

## 外部連結
- 《萬水千山總是情》的新浪微博
- 豆瓣电影上《陽光正好依然是你》的資料 （简体中文）